# Emotion: Side B
Emotion: Side B è un EP della cantautrice canadese Carly Rae Jepsen, pubblicato il 26 agosto 2016.

## Accoglienza
| Recensione           | Giudizio |
| -------------------- | -------- |
| AllMusic             |          |
| Entertainment Weekly | A–       |
| Exclaim!             | 8/10     |
| Pitchfork            | 7,1/10   |
| Sputnikmusic         |          |

Emotion: Side B ha ottenuto recensioni  positive da parte dei critici musicali. Su Metacritic, sito che assegna un punteggio normalizzato su 100 in base a critiche selezionate, l'album ha ottenuto un punteggio medio di 80 basato su sei recensioni.

## Tracce
1. First Time – 3:35 (Carly Rae Jepsen, Rami Yacoub, Carl Falk, Wayne Hector)
2. Higher – 3:54 (Greg Kurstin, Claude Kelly)
3. The One – 3:23 (Jepsen, Kyle Shearer, Nate Campany)
4. Fever – 3:03 (Jepsen, Shearer, Campany, Saul Alexander Castillo Vasquez)
5. Body Language – 2:53 (Jepsen, Tom Barnes, Ben Kohn, Pete Kelleher, Devonté Hynes, Tavish Crowe)
6. Cry – 3:56 (Jepsen, Nick Ruth, Crowe)
7. Store – 3:12 (Jepsen, Christopher J Baran, Campany, Ben Romans)
8. Roses – 3:39 (Jepsen, Ryan Stewart)

Cut to the Feeling - Emotion Side B +
1. Cut to the Feeling – 3:28 (Jepsen, Nolan Lambroza, Simon Wilcox)

## Classifiche
| Classifica (2016) | Posizione massima |
| ----------------- | ----------------- |
| Canada            | 55                |
| Irlanda           | 89                |
| Stati Uniti       | 62                |